# Сосика
Сосика — річка, ліва притока річці Єя. Джерело річки знаходиться на 85 м над рівнем моря, за 12 км від станиці Калніболотської. Довжина близько 159 км. Гирло розташоване за 4 км північніше станиці Старомінської.
Назва перекладається як Смердюча (татарська сасик — смердіти).